# Старі Тойсі
Старі То́йсі (рос. Старые Тойси, чув. Анат Туçа) — присілок у складі Батиревського району Чувашії, Росія. Входить до складу Тойсинського сільського поселення.
Населення — 695 осіб (2010; 830 у 2002).
Національний склад:
- чуваші — 99 %